# 13911 Stempels
13911 Stempels eller 1979 QT1 är en asteroid i huvudbältet som upptäcktes den 22 augusti 1979 vid Europeiska sydobservatoriet (ESO) av Uppsalaastronomen Claes-Ingvar Lagerkvist. Den är uppkallad efter astronomen Eric Stempels.
Asteroiden har en diameter på ungefär 3 kilometer.